# دانیله دسنا
دانیله دسنا (انگلیسی: Daniele Dessena؛ زادهٔ ۱۰ مهٔ ۱۹۸۷) بازیکن فوتبال اهل ایتالیا است.
از باشگاه‌هایی که در آن بازی کرده‌است می‌توان به باشگاه فوتبال پارما، باشگاه فوتبال کالیاری، و باشگاه فوتبال سمپدوریا اشاره کرد.
وی همچنین در تیم‌های ملی فوتبال زیر ۱۸ سال ایتالیا، زیر ۱۹ سال ایتالیا، زیر ۲۱ سال ایتالیا، و Italy national under-23 football team بازی کرده‌است.